# Deponiewart
Deponiewarte werden auf Mülldeponien eingesetzt. Sie sind bei Entsorgungsbetrieben beschäftigt und für den laufenden Betrieb einer Deponie sowie für die Eingangskontrollen des angelieferten Mülls zuständig.
Sie sind zuständig für die Registrierung und Kontrolle des angelieferten Ladegutes. Sie entnehmen Proben aus Sickerwasser und Deponiegas der Deponie und führen im Labor routinemäßige Kontrollanalysen wie Eingangskontrollen, Probenahmen von Deponiegas, Sickerwasser und Feststoffe und Schnelltests durch. Sie sind auch zuständig für die auf der Deponie eingesetzten Maschinen wie Radlader, Müllverdichter und Planierraupe. Bei Störfallen auf Deponien leiten sie erste Notmaßnahmen ein.
Deponiewarte haben eine staatlich anerkannte Ausbildung mit der Dauer von fünf Tagen beispielsweise in Österreich zu absolvieren, ähnliche Lehrgänge gibt es auch in Deutschland.
Als Berufsanforderung wird allgemein formuliert: Verständnis für technische Vorgänge, handwerkliches Geschick, Kooperationsfähigkeit, logisch-analytische Denkfähigkeit sowie Unempfindlichkeit der Haut und gegenüber Gerüchen. In den Lehrgängen werden auch Abfallentsorgungsverordnung, Deponieverordnung, Kreislaufwirtschaftsgesetz und Abfallgesetz, Bundes-Immissionsschutzgesetz, Bodenschutzgesetz und weitere rechtliche Grundlagen wie Berufsgenossenschaftliche Regeln und Unfallverhütungsvorschriften behandelt. Des Weiteren werden die chemischen Grundlagen und Techniken der Deponierung und Nachsorge des Mülls gelehrt.
Die Berufsaussichten werden derzeit beispielsweise in Österreich als abhängig von der konjunkturellen Entwicklung eingeschätzt, da die Zahl der offenen Stellen seit dem Jahr 2000 nur geringfügig angestiegen ist.